# Ricard Viladesau
 (juin 2014).
Ricardo Viladesau est un soliste (premier ténor de la cobla La Principal de la Bisbal) né à Calonge (province de Gérone, Catalogne) le 18 janvier 1918 et décédé le 26 janvier 2005. 
Il est le compositeur de nombreuses sardanes devenues célèbres dans toute la Catalogne, dont : Festeig, Bandera d'aplec, Aigua xellida, Pic repic i repico, Cors gironins, Girona 1808.
En 1991 il reçoit la Creu de Sant Jordi, distinction décernée par la Generalitat de Catalogne.